# Chawresse
 (mai 2024).
Si vous disposez d'ouvrages ou d'articles de référence ou si vous connaissez des sites web de qualité traitant du thème abordé ici, merci de compléter l'article en donnant les références utiles à sa vérifiabilité et en les liant à la section « Notes et références ».
La Chawresse est un cours d'eau de Belgique, affluent en rive droite de l'Ourthe et donc sous-affluent de la Meuse. Une grande partie de la vallée fait l'objet d'un classement.

## Étymologie
Le nom du ruisseau de la Chawresse vient du mot Wallon désignant les chauve-souris. Il dérive de tchawe-sori, le dernier mot ayant subi une contraction phonétique à la suite des usages dans le patois local.

## Parcours
Prenant sa source sur le plateau de Beaufays (commune de Chaudfontaine) à proximité du quartier Aux Oies et au sud-ouest de l'avenue de l'Air Pur (route nationale 30) à une altitude de 273 mètres, le ruisseau se dirige vers le sud-ouest. Après être passée sous l'autoroute E25, la Chawresse coule dans un milieu boisé par le bois de Tilff puis le bois des Manants dans une vallée devenant de plus en plus encaissée. Cette vallée calcaire possède plusieurs cavités comme le gouffre de la Roche Perdue, la grotte Véronika, la grotte de Brialmont, l’abîme de la Chawresse, le trou des Procès, le trou des Manants, la grotte du Baron et le trou des Nutons. Le ruisseau forme aussi une suite de cascades. Par un parcours souterrain d'une centaine de mètres, le cours d'eau rejoint l'Ourthe en rive droite à une altitude de 80 mètres entre Méry et Tilff (commune d'Esneux).

## Géologie et hydrogéologie
Le ruisseau de la Chawresse s'écoule en partie à la surface de calcaires Dévoniens[Lesquelles ?] et puis aussi d'autres formations géologiques[Lesquelles ?] vers l'aval. La vallée est parsemée de phénomènes karstiques allant de simples dépressions à des dolines de plus grande ampleur. L'eau du ruisseau de la Chawresse disparaît sous terre dans les calcaires à différents endroits. En remontant le vallon depuis l'Ourthe jusqu'à l'autoroute A26/E25, on peut y apercevoir le recul progressif des points d'enfouissement du ruisseau. En raison de ces différentes pertes (ou  chantoirs) situées le long du cours d'eau, son débit diminue graduellement au fur et à mesure que l'eau s'écoule vers l'aval, ce qui contraste avec le comportement habituel d'une rivière s'écoulant sur un terrain imperméable et peut surprendre le promeneur. Les eaux de la grotte de la Chawresse et du trou des Manants réapparaissent au siphon amont de la rivière souterraine de la grotte Sainte Anne à Tilff avant de rejoindre finalement l'Ourthe par un passage siphonant impénétrable en aval de la grotte.

## Histoire et ancienne exploitation d'oxyde de fer

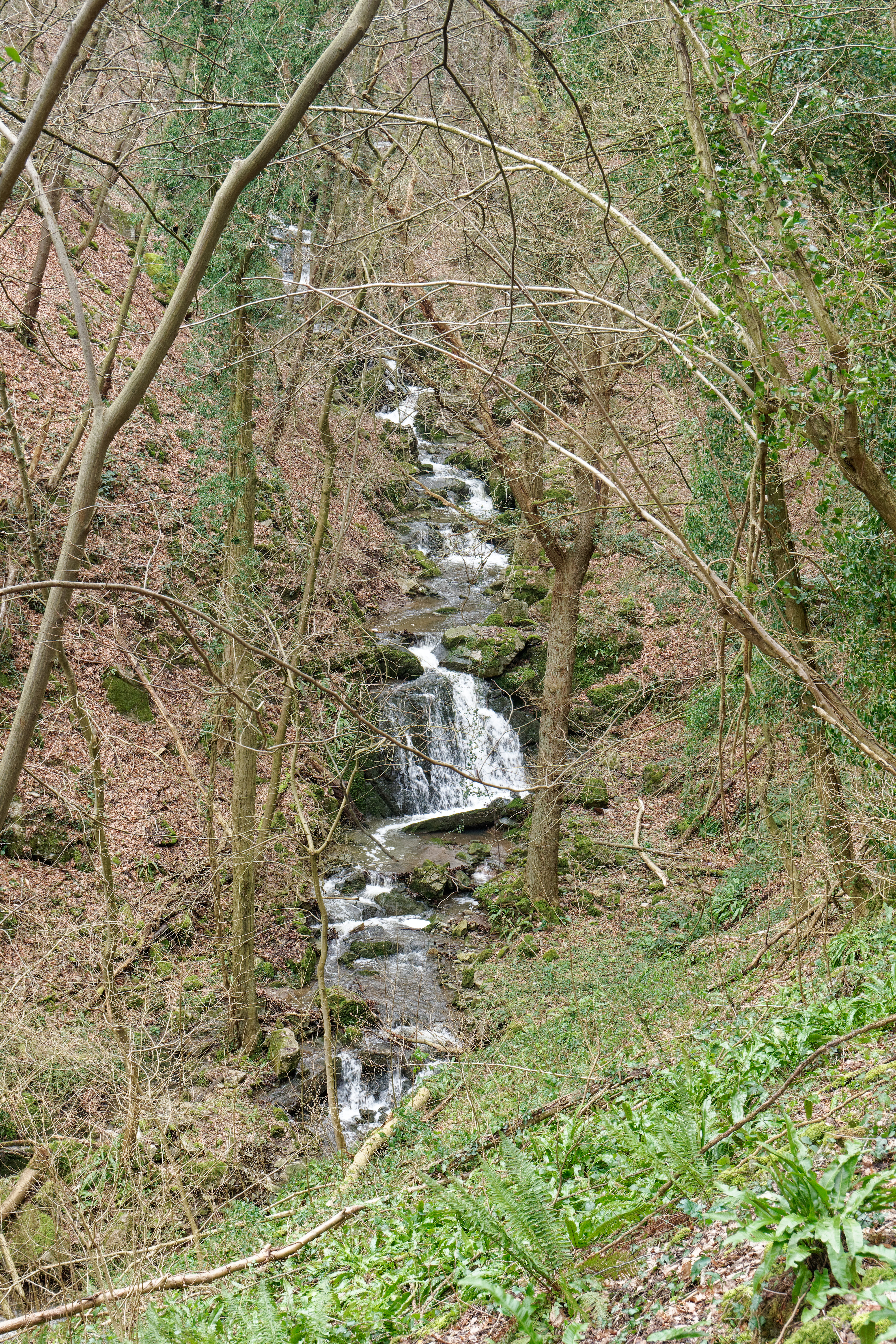
Cascatelles du ruisseau de la Chawresse dans la partie la plus encaissée du vallon vers son aval

Le nom très ancien du bois des Manants rappelle qu'au Moyen Âge, cet endroit fut donné à des fins d'exploitation forestière aux habitants des villages proches par le seigneur ou l'évêque qui possédait les lieux.
Depuis le Moyen Âge, on y exploitait aussi du minerai de fer présent sous la forme d'oxyhydroxyde de fer(III) (limonite et goethite). Ce minerai était réduit en fer métallique dans des bas fourneaux au moyen de charbon de bois. On trouve encore dans la région des endroits portant le nom de sart (étymologie : essart) donné aux clairières où le charbon de bois était produit par pyrolyse en privant sa combustion de l'oxygène de l'air en recouvrant le tas de bois d'un monticule de terre.
Les restes, très rarement visibles, des anciennes petites minières du Moyen Âge sont alignés le long du plan de stratification de la formation calcaire selon un axe parallèle à celui des dolines et des effondrements dans les calcaires. Les minières étaient de modestes exploitations de quelques mètres (6 à 10 m) de côté et de quelques mètres de profondeur tout au plus. Leurs exploitants payaient à l'évêque, ou au seigneur local, le droit d'exploiter une petite concession de minerai de fer. Ils étaient tenus d'en extraire complètement tout l'oxyde de fer en quelques semaines. Pour ce faire, ils installaient au-dessus du petit puits (en fait, plutôt une simple dépression conique) qu'ils creusaient un bure, c.-à-d. un système parfois protégé par un petit abri et permettant de tirer à la main les récipients remplis de minerai.
L'exploitation s'arrêtait quand la poche d'oxyde de fer était épuisée ou quand la présence d'eau compromettait le creusement. Les exploitants de ces petites minières étaient tenus de reboucher leurs trous après épuisement du minerai de fer. Certains ne le firent pas, ou incomplètement, ce qui permet encore rarement à l'observateur averti de distinguer certaines traces suggérant de très anciens travaux d'excavation : une petite dépression de forme conique assez évasée et entourée d'un minuscule talus de remblais. Le sol de ces dépressions peu profondes est généralement tapissé d'humus et de débris végétaux quand il n'est pas caché par des buissons. La plupart sont difficilement discernables sous le couvert forestier dru lorsque la végétation a repris ses droits. Parfois les eaux de ruissellement et d'infiltration dans le calcaire sous-jacent révèlent encore rarement leur présence, mais leur alignement ne doit pas être confondus avec celui des dolines naturelles qui s'ouvrent aussi dans les calcaires Dévoniens suivant un même axe parallèle à la stratification du calcaire.

## Ancien dépotoir et pollution
Actuellement site protégé, le vallon de la Chawresse cache sous son sol un ancient dépotoir communal. Les déchets ménagers de la commune de Beaufays y furent déversées pendant tout un temps après qu'une doline et une ancienne petite carrière toute proche eurent été d'abord remplies.
Ce n'est qu'en 1978 que le dépotoir fut recouvert d'une couche de terre après voir installé dans le fond du vallon une conduite en béton pour canaliser les eaux du ruisseau de la Chawresse. Les travaux ayant été mal réalisés, la premiere canalisation directement installée sur le socle rocheux se rompit sous le poids du remblai et il fallut en installer une nouvelle. Les eaux de percolation du dépotoir s'infiltrent directement dans le ruisseau qu'elles contaminent.

## Eaux d'égout
Avant d'atteindre le dépotoir actuellement recouvert d'un sol forestier artificiel, les eaux de la Chawresse sont déjà contaminées en amont par les égouts d'un lotissement de Beaufays et les eaux de ruissellement de l'autoroute A26/E25. Une station d'épuration installée au début des années 2000 est actuellement saturée et déverse ses eaux incomplètement traitées directement dans le ruisseau de la Chawresse.

## Patrimoine et classement
La chapelle Notre-Dame de la Chawresse bâtie en brique se situe en rive droite, à l'orée du bois de Tilff.
Le monument Auguste Donnay constitué d’un bloc de grès et d’une stèle en bronze est situé sur les hauteurs du versant sud du ruisseau.
 Patrimoine classé (1977, Vallée de la Chawresse, no 62032-CLT-0017-01)
 Patrimoine classé (1977, Extension de l'ensemble formé par la Vallée de la Chawresse et le bois entourant le mémorial A. Donnay ainsi que les terrains situés entre le bois des Manants et le site classé du Boubou., no 62032-CLT-0018-01)